# Alt-Ems
Alt-Ems ist die Ruine einer Höhenburg bei Hohenems in Vorarlberg (Österreich).

## Lage
Diese Burganlage war in 740 Metern Meereshöhe, etwa 300 Meter über dem Vorarlberger Rheintal auf dem senkrecht aufsteigenden Felsrücken über dem Markt gelegen, dem sogenannten Schlossberg.
Im letzten Ausbaustadium Anfang des 17. Jahrhunderts reichte die Anlage vom Felskopf „Miß“ im Norden der Burg über den weiten Burgsattel (Burgwiese) und die Hochburg bis zu den Außenwerken auf dem „Gsätzle“ und „Güggenstein“ im südwestlichen Felsgehänge.
Der Name Alt-Ems (oder Alt-Embs) leitet sich ab von „Alta-Embs“ (lat. „altus“ = hoch) und bedeutet so viel wie „Hohe Ems“. Davon leitet sich heute der Name der Stadt Hohenems ab.

## Geschichte
Die ursprünglich welfische und ab 1179/1191 staufische Burg war im Besitz der Ministerialien von Ems und seit Ende des 12. Jahrhunderts gehörte die Burg Alt-Ems zu den mächtigsten und größten Burganlagen im gesamten süddeutschen Raum. Die Stauferfestung diente unter anderem als Verwahrungsort für prominente Gefangene wie ab 1195 Wilhelm III. (Sizilien) oder im Jahr 1206 Erzbischof Bruno von Köln. 1407 wurde die Burganlage im Appenzellerkrieg zerstört.
Unter Graf Jakob Hannibal I. von Hohenems (1530–1587) erfolgten um 1500 weitreichende Um- und Erweiterungsbauten und mit Graf Kaspar von Hohenems (1573–1640) erfolgte ab 1566 der Ausbau zur ausgedehnten Renaissance-Festung nach Plänen von Martino Longhi. Nach dem Aussterben der Grafen von Hohenems ging die Burg 1765 an Österreich und wurde 1792 auf Abbruch versteigert.
In den Jahren von 1938 bis 1940 sowie 1965/66 wurde die Burgruine stark restauriert, und 2006 bis 2007 erneut saniert. Heute befindet sich die Ruine überwiegend im Privatbesitz der Familie Waldburg-Zeil-Hohenems.

## Anlage

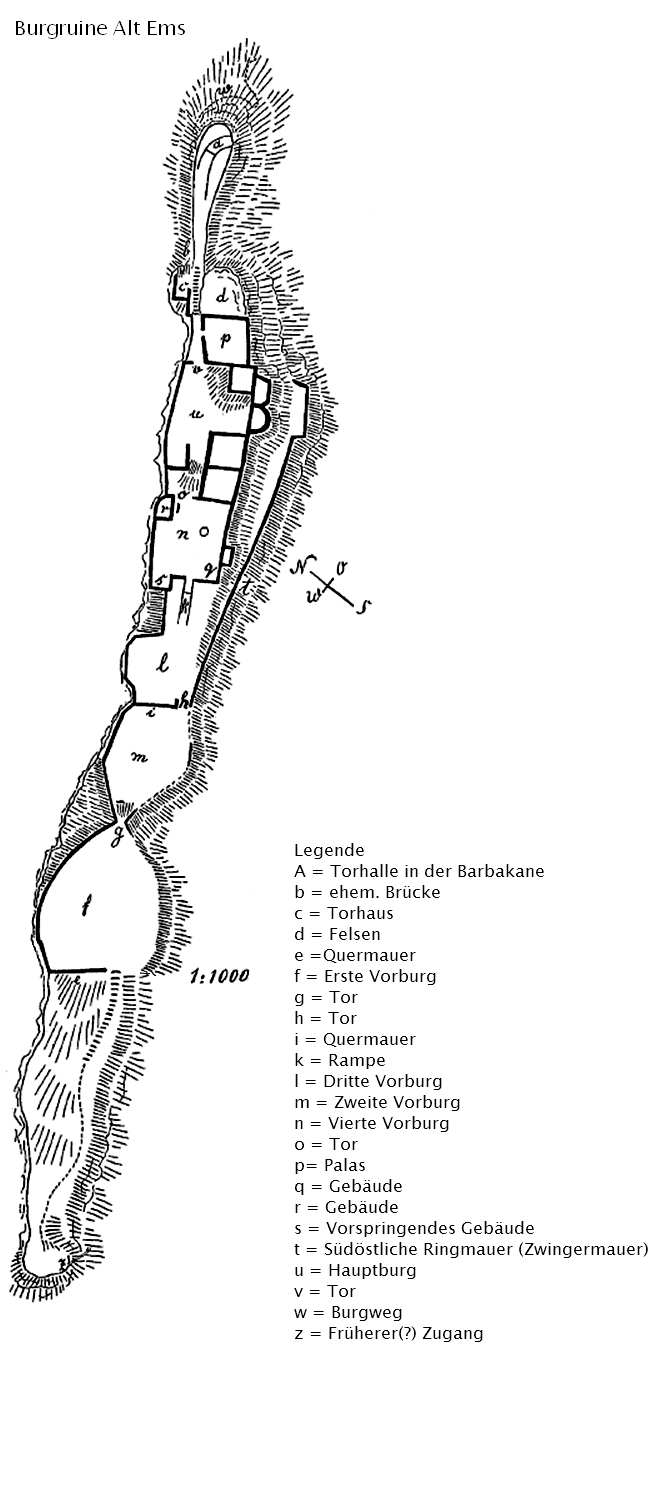
Übersichtsplan der Burgruine Hohenems von Otto Piper

Die außergewöhnlich schmale, lang gestreckte Burganlage Alt-Ems war mit sieben Toren, einer Zugbrücke und 47 Räumlichkeiten einst eine der größten Burganlagen im süddeutschen Raum. Die Burg hatte ursprünglich eine Länge von 800 Metern und eine Breite von bis zu 85 Metern. Der Zugang erfolgte über die im Nordosten zungenförmig vorgeschobene Barbakane mit innen massiv abgemauertem Rondellkörper (erbaut erste Hälfte des 16. Jahrhunderts). Die Vorwerke sind heute nur noch in wenigen Resten erhalten.
Die Fundamente der Ostwand stellen den einzigen Rest der ursprünglichen Burganlage aus dem 12. Jahrhundert dar – die übrigen Mauern sind durchwegs spätmittelalterlich und mehrfach verändert. Die gegen Südwesten anschließenden Bauteile der Hochburg sind mit Ausnahme der teilweise schartenbewehrten, spätmittelalterlichen Ringmauer nur noch in Fundamenthöhe erhalten. Der ehemals viergeschoßige Palast besitzt einen parallelogrammartig verzogenen Viereckgrundriss.
In der östlichen und westlichen Längsfront der Ringmauer findet sich je ein halbrundes, skarpiertes (aufgestellt und geglättet) Rondell aus der Mitte des 16. Jahrhunderts mit breitrechteckigen Geschützscharten. In der Fortsetzung des Felsgrates gegen Südwesten finden sich gestaffelte Vorburg-, Bollwerk- und ummauerte Gartenanlagen und am Hang im Südosten unter der Hochburg eine Geschützbastei (vor 1618) und darunter Hangbefestigungen. Im inneren Burghof ist noch der sagenumwobene Konradsbrunnen sichtbar.

## Kunstinstallationen
- 2014 Edgar Büchel, „Eisenartig“
- 2015 Hubert Lampert, „Blickwinkel“
- 2016 Arno Egger, „Fürchtet Euch nicht“
- 2017 Marbod Fritsch „Biografie“
- 2018 Uta Belina Waeger, „155 Schritte ins Paradies?!“

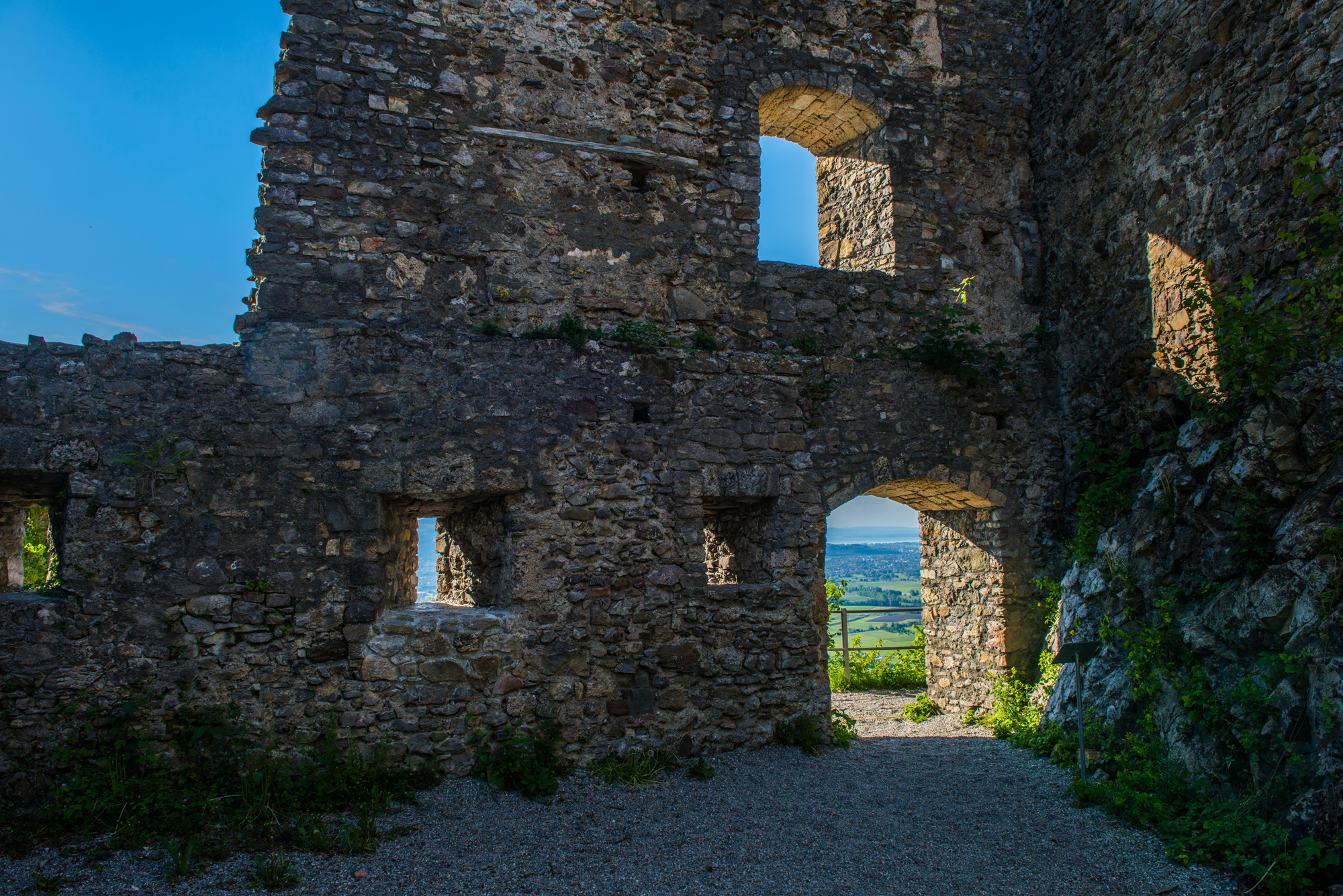
Innenansicht des Palas der Ruine Alt-Ems (2017)
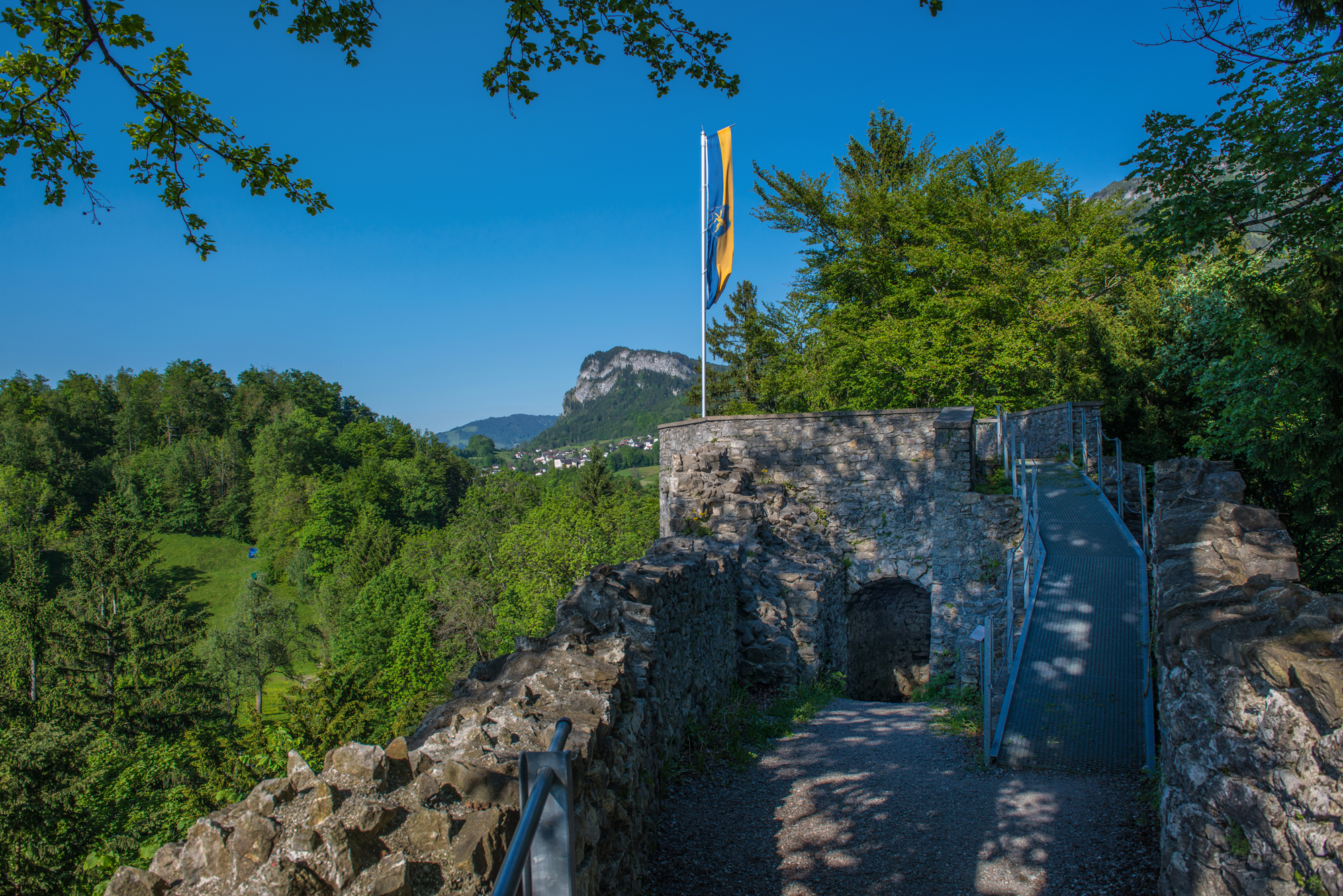
Tor unterhalb der restaurierten Barbakane
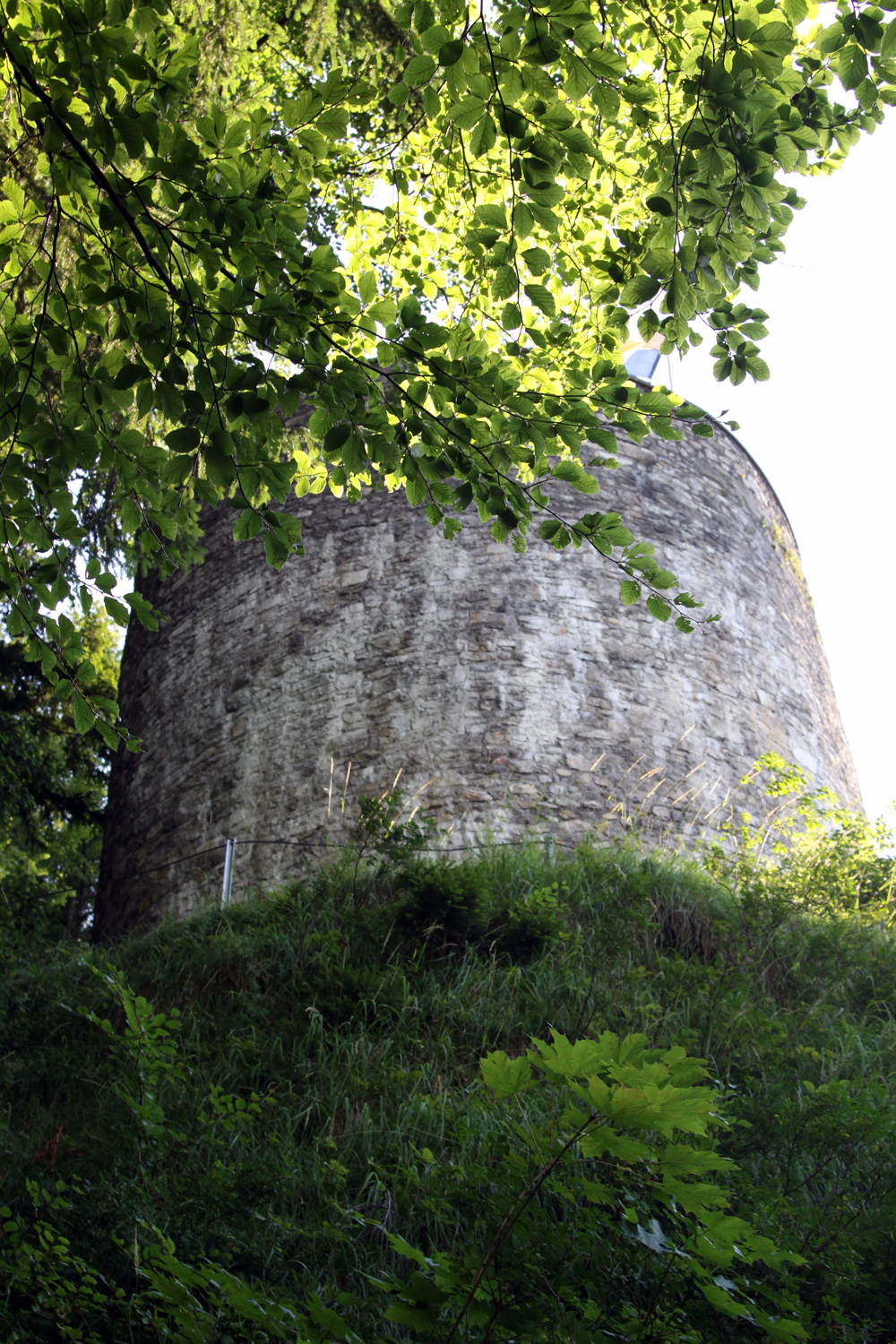
Die mehrmals restaurierte Barbakane von Alt-Ems
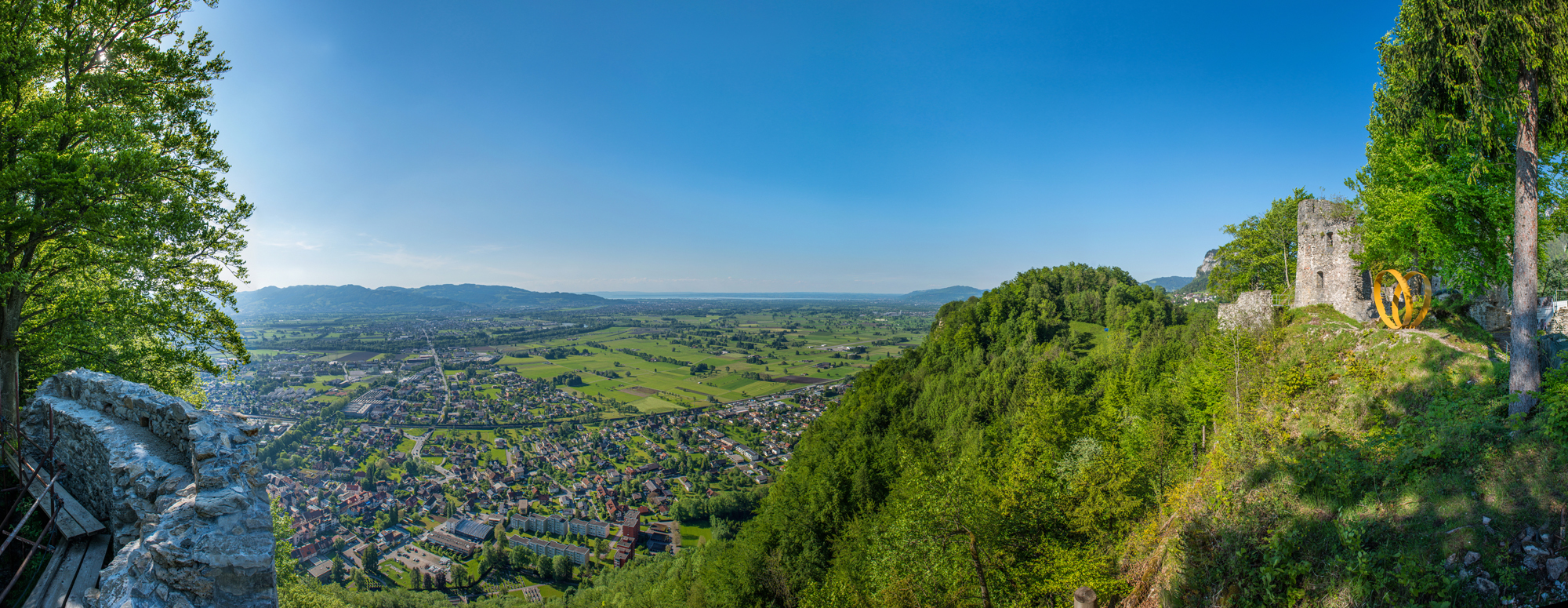
Blick von der Burg über das Rheintal bis zum Bodensee

## Trivia
Unterhalb der Burg befindet sich eine freie Grasfläche (Schlossgut). Hier stand bis 1903 das Gasthaus „Zur Burg Altems“, welches abgebrannt ist. Die Grundmauern sind noch teilweise sichtbar.